# Episodi di Pinky and the Brain (seconda stagione)
La seconda stagione della serie  animata Pinky and the Brain è andata in onda dal 7 settembre 1996 al 17 maggio 1997.
| nº | Titolo originale            | Titolo italiano                            | Prima TV USA      | Prima TV Italia |
| -- | --------------------------- | ------------------------------------------ | ----------------- | --------------- |
| 1  | It's Only a Paper World     | È solo un mondo di carta                   | 7 settembre 1996  |                 |
| 2  | Collect 'em All             | Collezionatele tutte                       | 14 settembre 1996 |                 |
| 2  | Pinkasso                    | Mignolasso                                 | 14 settembre 1996 |                 |
| 3  | Plan Brain from Outer Space | Prof e il suo piano da oltre lo spazio     | 28 settembre 1996 |                 |
| 4  | The Pink Candidate          | Pinky il candidato                         | 2 novembre 1996   |                 |
| 5  | Brain's Song                | La canzone di Prof                         | 9 novembre 1996   |                 |
| 6  | Welcome to the Jungle       | Dominazione mondiale scenario parte MCVIII | 16 novembre 1996  |                 |
| 7  | A Little Off the Top        | Solo una spuntatina                        | 23 novembre 1996  |                 |
| 7  | Megalomaniacs Anonymous     | Megalomani anonimi                         | 23 novembre 1996  |                 |
| 8  | The Mummy                   | La mummia                                  | 28 dicembre 1997  |                 |
| 8  | Robin Brain                 | Robin Prof                                 | 28 dicembre 1997  |                 |
| 9  | Two Mice and a Baby         | Due topi e una culla                       | 1 febbraio 1997   |                 |
| 9  | The Maze                    | Il labirinto                               | 1 febbraio 1997   |                 |
| 10 | Brain of the Future         | Il prof del futuro                         | 8 febbraio 1997   |                 |
| 11 | Brinky                      | Prognolo                                   | 22 febbraio 1997  |                 |
| 12 | Hoop Schemes                | Strategia canestro                         | 17 maggio 1997    |                 |